# Castle of Glass
Castle of Glass è un singolo del gruppo musicale statunitense Linkin Park, pubblicato il 12 ottobre 2012 come terzo estratto dal quinto album in studio Living Things.

## Descrizione
Sesta traccia di Living Things, Castle of Glass è un brano folk influenzato dall'elettronica che vede alternarsi le voci di Mike Shinoda e Chester Bennington per tutta la sua durata.
Il brano è stato eseguito per la prima volta dal vivo il 7 dicembre 2012 in occasione degli Spike Video Game Awards 2012.
Un remix del brano, realizzato da Shinoda, è stato inserito nell'album di remix Recharged del 2013.

## Video musicale
Il video musicale, diretto da Drew Stauffer e reso disponibile il 10 ottobre, alterna immagini del gruppo che esegue il brano in un deserto avvolto da una tempesta di frammenti di vetro ad una breve storia che vede protagonista un ragazzino che perde il padre in guerra. Nel video appaiono anche alcune scene tratte dal videogioco Medal of Honor: Warfighter, con cui il gruppo ha collaborato alla realizzazione del video. Gli effetti visivi sono stati realizzati dalla Digital Domain.
Alla fine del video appare una frase di Winston Churchill che recita: «Tutte le grandi cose sono semplici, e molte possono essere espresse in semplici parole: libertà, giustizia, onore, dovere, pietà, speranza».

## Tracce
CD promozionale (Regno Unito), download digitale – 1ª versione
1. Castle of Glass – 3:25

CD singolo (Europa)
1. Castle of Glass – 3:26
2. Lost in the Echo (KillSonik Remix) – 5:09

Download digitale – 2ª versione
1. Castle of Glass – 3:25
2. Lost in the Echo (KillSonik Remix) – 5:09
3. Burn It Down (Live Rock im Park 2012) – 4:00
4. Lies Greed Misery (Live Rock im Park 2012) – 2:30

## Formazione
Hanno partecipato alle registrazioni, secondo le note di copertina di Living Things:
Gruppo
- Chester Bennington – voce
- Rob Bourdon – batteria, cori
- Brad Delson – tastiera, programmazione, cori
- Phoenix – basso, cori
- Joe Hahn – giradischi, campionatore, cori
- Mike Shinoda – voce, chitarra, pianoforte, tastiera, programmazione, strumenti ad arco e corno

Produzione
- Rick Rubin – produzione
- Mike Shinoda – produzione, ingegneria del suono
- Brad Delson – produzione aggiuntiva
- Ethan Mates – ingegneria del suono
- Andrew Hayes – assistenza tecnica
- Jerry Johnson – tecnico alla batteria in studio
- Ryan DeMarti – coordinazione della produzione dell'album
- Manny Marroquin – missaggio
- Chris Gallandm Del Bowers – assistenza missaggio
- Brian Gardner – mastering

## Classifiche

### Classifiche settimanali
| Classifica (2012/13)             | Posizione massima |
| -------------------------------- | ----------------- |
| Austria                          | 2                 |
| Belgio (Vallonia)                | 68                |
| Francia                          | 166               |
| Germania                         | 10                |
| Italia                           | 22                |
| Regno Unito (rock & metal)       | 17                |
| Stati Uniti (alternative)        | 16                |
| Stati Uniti (rock & alternative) | 32                |
| Svizzera                         | 17                |

### Classifiche di fine anno
| Classifica (2013) | Posizione |
| ----------------- | --------- |
| Italia            | 90        |

## Date di pubblicazione
| Paese    | Data di pubblicazione | Formato                         |
| -------- | --------------------- | ------------------------------- |
| Italia   | 12 ottobre 2012       | Airplay                         |
| Mondo    | 11 novembre 2012      | Download digitale (1ª versione) |
| Europa   | 1º febbraio 2013      | CD                              |
| Germania | 22 marzo 2013         | Download digitale (2ª versione) |